# 志都呂町
志都呂町（しとろちょう）は静岡県浜松市中央区の町名。現行行政地名は丁番がない志都呂町と、志都呂一丁目及び志都呂二丁目。住居表示は志都呂町が未実施、志都呂一丁目及び志都呂二丁目は実施済み。

## 地理
浜松市中央区南西部に位置する。北で大久保町、東で西鴨江町、南で篠原町、西で雄踏1丁目、北西で雄踏町宇布見と隣接する。町内を静岡県道65号浜松環状線と静岡県道62号浜松雄踏線（雄踏街道）が交差する。志都呂団地などの住宅地と農地からなる。県内第2位の売場面積であるイオンモール浜松志都呂があり、近隣には店舗も存在する。静岡県道62号浜松雄踏線の雄踏バイパスが開通し、浜松市中心部とのアクセスが短縮された。なお、住居表示が行われたのは2010年代になってからである。それ以前は現在志都呂一丁目及び志都呂二丁目となっている地域も志都呂町であった。

### 河川
- 新川

### 台地
- 三方原

## 歴史

### 地名の由来
「しとろ」の名は湿原を意味するとの説がある。他の「しとろ」と呼ばれる地名として、志戸呂焼で知られる静岡県島田市志戸呂がある。

## 世帯数と人口
2018年（平成30年）12月1日現在の世帯数と人口は以下の通りである。
| 町丁・丁目   | 世帯数    | 人口    |
| ------------ | --------- | ------- |
| 志都呂町     | 774世帯   | 2,013人 |
| 志都呂一丁目 | 637世帯   | 1,564人 |
| 志都呂二丁目 | 316世帯   | 835人   |
| 計           | 1,727世帯 | 4,412人 |

## 小・中学校の学区
市立小・中学校に通う場合、学区は以下の通りとなる。
| 町丁・丁目   | 番・番地等 | 小学校               | 中学校             |
| ------------ | ---------- | -------------------- | ------------------ |
| 志都呂町     | 全域       | 浜松市立西都台小学校 | 浜松市立入野中学校 |
| 志都呂一丁目 | 全域       | 浜松市立西都台小学校 | 浜松市立入野中学校 |
| 志都呂二丁目 | 全域       | 浜松市立西都台小学校 | 浜松市立入野中学校 |

## 周辺

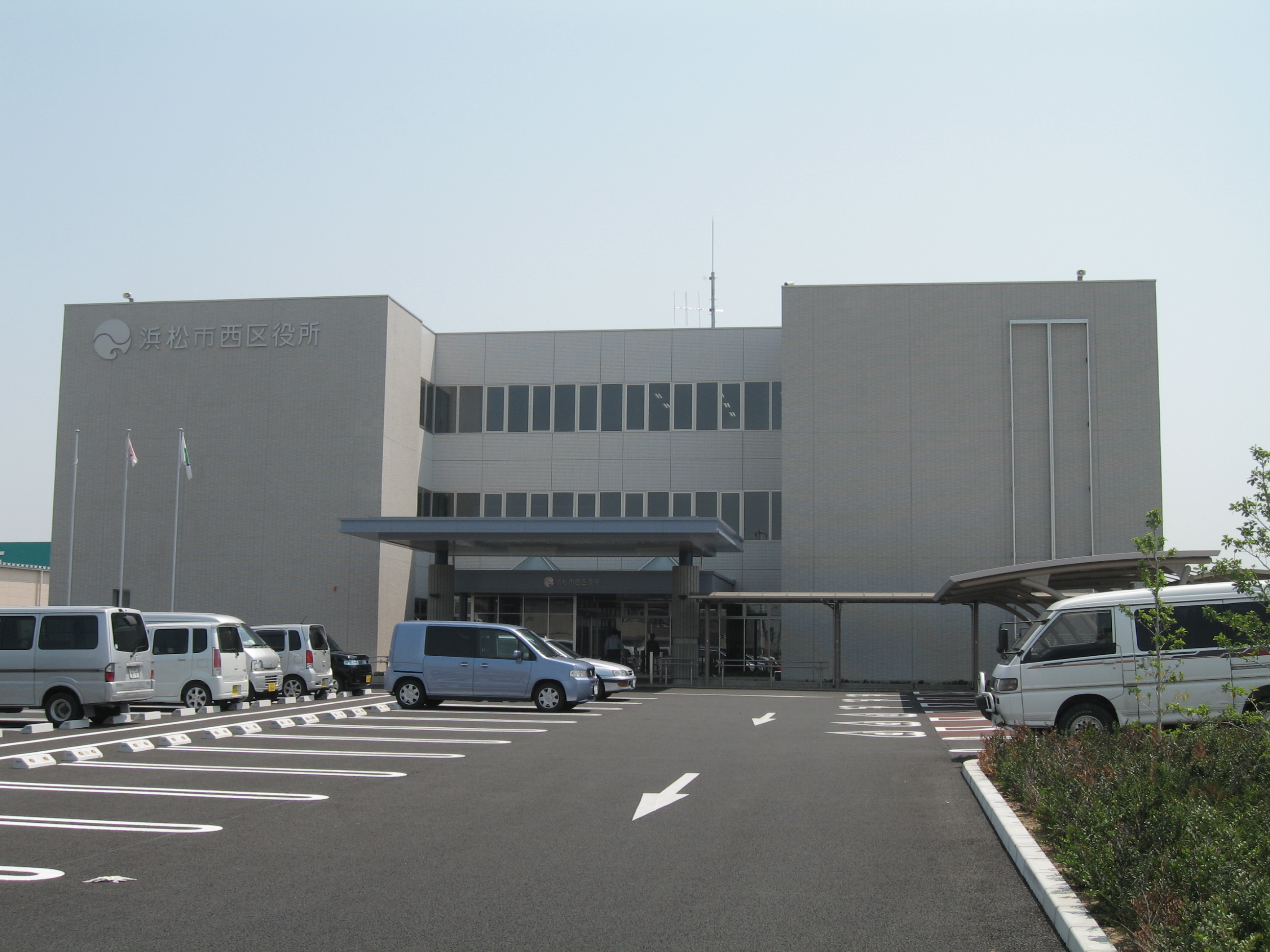
浜松市中央区西行政センター

### 施設
- 浜松市中央区西行政センター

## 経済

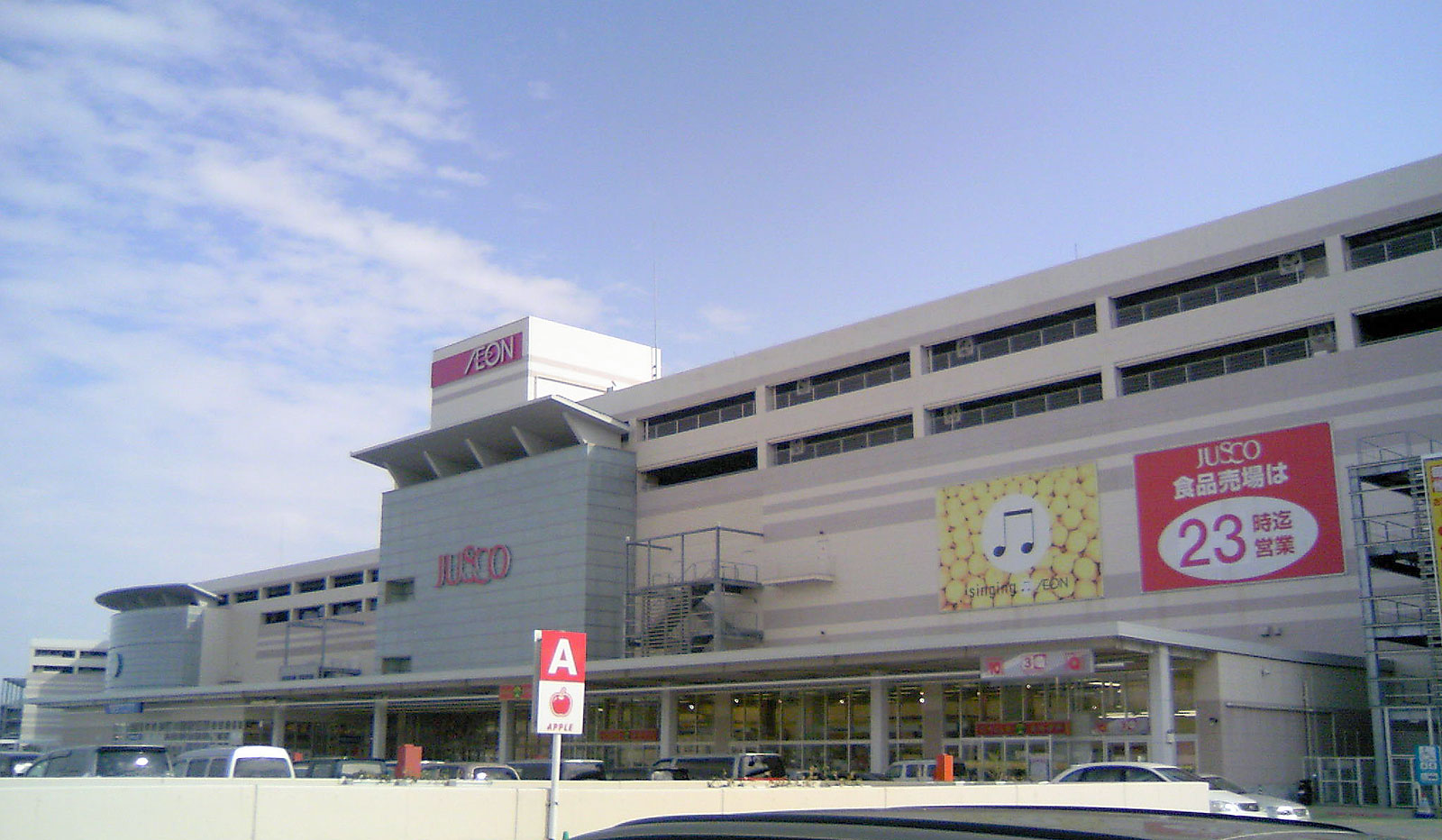
イオンモール浜松志都呂

### 商業
主な周辺商業施設
- 杏林堂薬局志都呂店
- イエローハット浜松志都呂店
- イオン浜松西ショッピングセンター
- イオンモール浜松志都呂
- カインズホーム浜松雄踏店
- ジェームス浜松志都呂店
- 東京インテリア家具浜松店
- 西松屋浜松志都呂店
- ニトリ浜松入野店
- ハードオフ浜松志都呂店
- ベイシア浜松雄踏店

## 交通

### 鉄道
町内に鉄道は通っていない。

### バス
- 遠鉄バス
  - 20 志都呂宇布見線
    - 舞阪駅系統：（浜松駅方面 - ）志都呂東 - 志都呂南 - イオンモール浜松志都呂（ - 舞阪駅方面）
    - 山崎系統：（浜松駅方面 - ）志都呂東 - 志都呂 - イオンモール志都呂入口（ - 山崎方面）

### 道路
県道
- 静岡県道62号浜松雄踏線（雄踏街道）
- 静岡県道65号浜松環状線

## 観光

### 名所・旧跡
主な寺院
- 神秀寺
- 妙相寺

主な神社
- 志都呂八幡宮
- 誓約神社

### 観光スポット
主な公園
- 堀出前中央公園

## その他

### 日本郵便
郵便番号及び集配局は以下の通りである。
| 町丁・丁目   | 郵便番号 | 集配局       |
| ------------ | -------- | ------------ |
| 志都呂町     | 432-8066 | 浜松西郵便局 |
| 志都呂一丁目 | 432-8069 | 浜松西郵便局 |
| 志都呂二丁目 | 432-8069 | 浜松西郵便局 |

### 警察
町内の警察の管轄区域は以下の通りである。
| 番・番地等 | 警察署       | 交番・駐在所 |
| ---------- | ------------ | ------------ |
| 全域       | 浜松西警察署 | 入野交番     |